# Fabio Carta
Fabio Carta (ur. 6 października 1977 w Turynie) – włoski łyżwiarz szybki specjalizujący się w short tracku, srebrny medalista igrzysk olimpijskich, multimedalista mistrzostw świata i Europy.
Trzykrotnie uczestniczył w zimowych igrzyskach olimpijskich. Podczas igrzysk w Nagano wziął udział w trzech konkurencjach – zajął czwarte miejsce w biegu sztafetowym, szóstą pozycję w biegu na 1000 m i jedenastą w biegu na 500 m. Podczas kolejnych zimowych igrzysk, w 2002 roku w Salt Lake City, zdobył srebrny medal olimpijski w biegu sztafetowym (wraz z nim we włoskiej sztafecie wystąpili Maurizio Carnino, Michele Antonioli, Nicola Franceschina i Nicola Rodigari), ponadto był czwarty w biegu na 1500 m, szósty na 1000 m i dziewiąty na 500 m. W 2006 roku na igrzyskach w Turynie zajął czwarte miejsce w sztafecie, siódme w biegu na 1500 m i ósme na 1000 m.
W latach 1997–2004 zdobył piętnaście medali mistrzostw świata (jeden złoty, trzy srebrne i jedenaście brązowych), w latach 1996–2007 pięć medali drużynowych mistrzostw świata (jeden srebrny i cztery brązowe), w latach 1997–2008 42 medale mistrzostw Europy (29 złotych, 9 srebrnych i 4 brązowe), a w latach 1994–1995 dwa medale mistrzostw świata juniorów (srebrny i brązowy).
Jego starszym bratem jest Davide Carta, łyżwiarz szybki startujący na długim torze, olimpijczyk z Lillehammer (1994), Nagano (1998) i Salt Lake City (2002).